# زنان تروآ (فیلم)

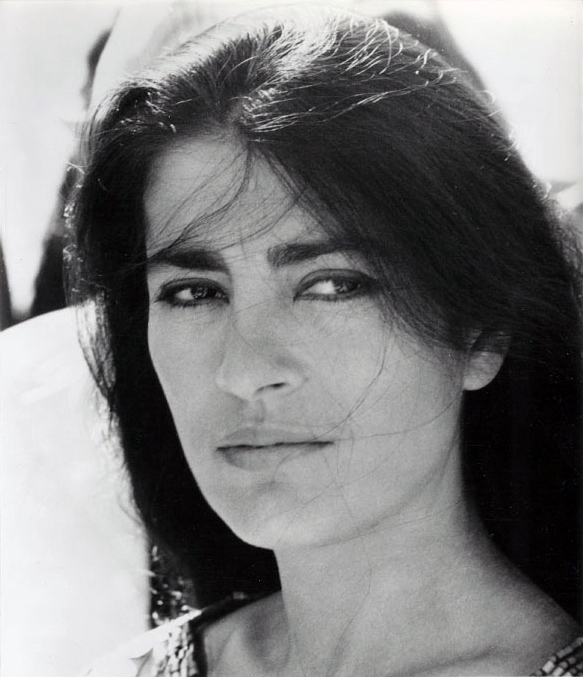
Irene Papas "The Trojan Women".jpg￼کمک

زنان تروآ (یونانی: Τρωάδες) یک فیلم درام آمریکایی-بریتانیایی-یونانی محصول ۱۹۷۱ به کارگردانی مایکل کاکویانیس و با بازی کاترین هپبورن، ونسا ردگریو، ژنویو بوژو و ایرنه پاپاس است. این فیلم با حداقل تغییرات در ترجمه ایدث هملتن از نمایشنامه اصلی اوریپید ساخته شده‌است، به جز حذف خدایان، زیرا کاکویانیس می‌گوید فیلمبرداری و واقع گرایانه ساختن آنها سخت بوده‌است.